# Kaweco
Kaweco (Federhalter-Fabrik Koch, Weber & Co) était à l’origine une entreprise spécialisée dans la fabrication de stylos, située à Heidelberg.

## Histoire

### Fondation
Le nom « Kaweco » trouve ses origines dans celui de l’entreprise « Heidelberger Federhalterfabrik », fondée en 1883, et renommée « Heidelberger Federhalter-Fabrik Koch, Weber & Co » par ses acquéreurs, Heinrich Koch et Rudolph Weber vers la fin du XIXe siècle. Par la suite, cette société fera de Heidelberg le centre de l’industrie allemande du stylo à plume. La production débute avec les stylos de marques Kaweco et Perkeo, dont les plumes étaient au départ importées des États-Unis, auprès de la société Morton.
Kaweco produit tout d’abord des stylos de « sûreté », dont la plume sort du manche par simple rotation et se rétracte dans le corps du stylo après utilisation. C’est alors la première entreprise allemande à produire ce système. Outre les stylos à plume, la gamme de produits proposés comporte porte-plume, porte-mine, encres, encriers, étuis en cuirs ainsi que l’un des premiers modèles de feutres et de porte-plume réservoir stylographe.
Après la Première Guerre mondiale, la société lance avec succès sa propre production de plumes en or, afin de mettre un terme à sa dépendance vis-à-vis du marché américain. Mais l’inflation des années 1920 met Kaweco, devenue entre-temps une société anonyme, en difficulté. La tentative de redressement menée en 1928 échoue, les fonds réinjectés dans l’entreprise n’étant pas suffisants. Un an plus tard, l’état de faillite est alors prononcé malgré des carnets de commande bien remplis et 200 personnes employées sur le site.

### Rachat en 1929
En août 1929, la société est reprise par l’entreprise « Badischen Füllfederfabrik Worringen und Grube » de Wiesloch, près de Heidelberg. Kaweco est alors vraisemblablement le premier fabricant allemand à miser sur le processus de moulage par injection. Au début des années 1930, les premiers stylos à piston voient ainsi le jour et sont commercialisés sous les noms Dia, Elite, Kadett, Carat et Sport. En Allemagne, Kaweco approvisionne les professionnels ainsi que les grossistes en articles publicitaires. Grâce à son implantation à l’étranger, la société fournit également divers marchés d’exportation. Durant la Seconde Guerre mondiale, la production est maintenue, bien qu’elle tourne au ralenti.
En 1947, la production reprend à plein régime et en 1950, sous la direction de Friedrich Grube et de ses fils et grâce notamment à l’attention portée à ses relations avec l’étranger, l’entreprise retrouve pratiquement son effectif d’avant-guerre. Friedrich Grube décède en 1960 à l’âge de 63 ans. Sa veuve et leurs fils continuent à diriger la société, sans pouvoir empêcher son déclin progressif pour autant. La gamme de produits est une fois de plus adaptée aux nouvelles tendances de l’époque ; elle adopte une forme aérodynamique et les plumes sont en partie couvertes. L’entreprise réalise la majeure partie de son chiffre d’affaires grâce au modèle Sport, commercialisé dans une gamme de prix intermédiaire. En 1970 elle se voit finalement contrainte de cesser sa production.
Une partie de la famille Grube parvient alors à reprendre les noms commerciaux, les machines-outils et les brevets et à relancer la production avec l’aide de quelques employés. En 1972, à l’occasion des Jeux olympiques de Munich, le stylo Sport est présenté aux côtés de pièces de monnaie frappées pour l’événement. Sa toute dernière version, un stylo à cartouches, est notamment offerte à la Deutsche Bundespost (société de service postal allemand) comme support publicitaire. Néanmoins, en 1981, Kaweco ferme définitivement.

### Refondation en 1995
En 1995, l’entreprise H & M Gutberlet GmbH acquiert les droits d’utilisation du nom « Kaweco ». Parallèlement, la gamme de produits Sport est de nouveau commercialisée dans son style authentique des années 1930, grâce à la société de distribution internationale Diplomat, finalement rachetée à la fin des années 1990 par l’entreprise Herlitz. Depuis lors, la H & M Gutberlet GmbH n’a cessé de développer son réseau de distributeurs.
Aujourd’hui, la marque Kaweco est à nouveau présente en Allemagne, en Autriche, en Espagne, en Angleterre, en Belgique, au Luxembourg, en Suède, aux États-Unis, en Australie, au Japon, en Corée, à Hong Kong/Macao, et d’autres pays devraient bientôt[Quand ?] s’ajouter à la liste.
Les séries Kaweco Sport, Kaweco Dia, Kaweco Elite, Kaweco Student et Kaweco Liliput ont été commercialisées avec succès[réf. nécessaire], renouant ainsi avec la tradition de longue date de la marque Kaweco.